# Calicheamicina

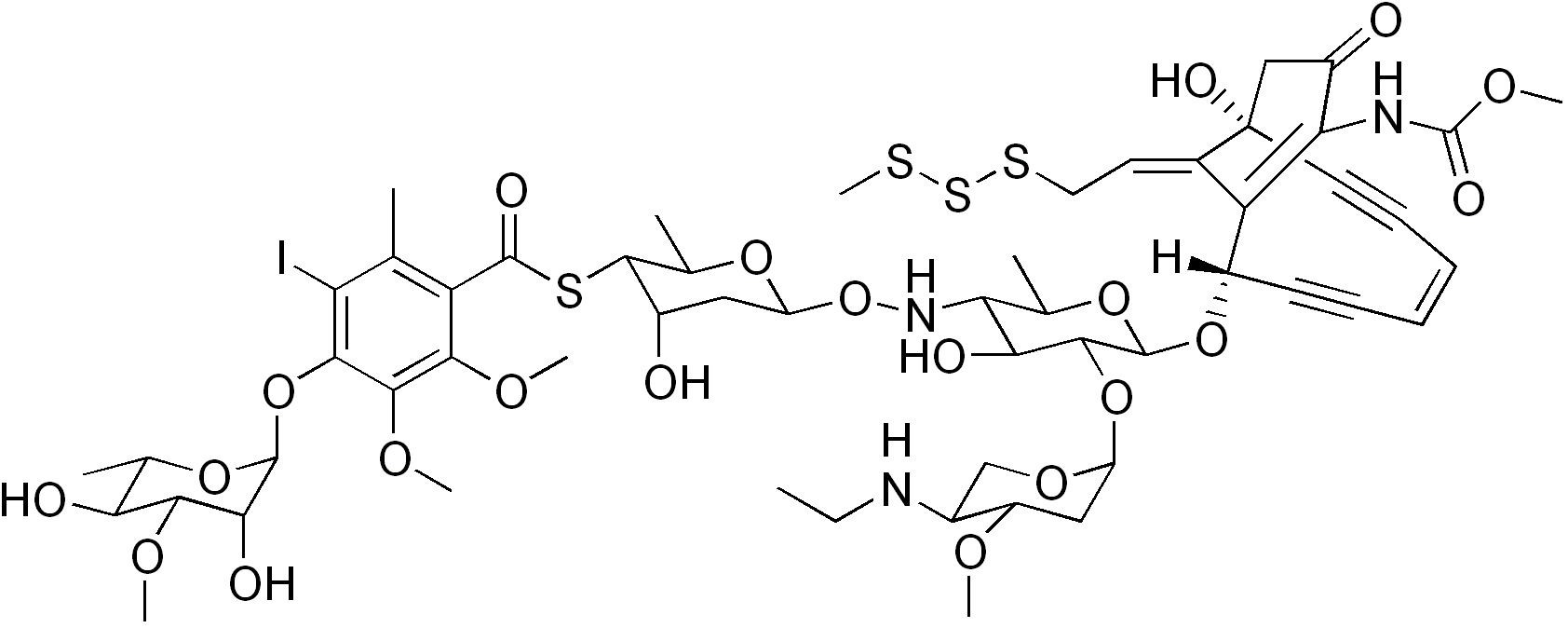
Estructura química de la calicheamicina gamma 1

Las calicheamicinas, equívocamente denominadas «caliqueamicinas» o «caliquemicinas», tal vez por suponer que al menos la primera parte del término provenga del italiano, o del latín en primera instancia (véase etimología, en el párrafo siguiente), son una clase de antibióticos enodiinos derivados de la bacteria Micromonospora echinospora, del orden Actinomicetales. Su fórmula es C55H74IN3O21S4. Su masa molar: 1 368.35 g mol−1. El mejor ejemplo es la calicheamicina γ1. Se laisló por primera vez a mediados del decenio de 1980, del suelo calcáreo o de una cata de Kerrville, Texas. La muestra fue recolectada por un científico que trabajaba para Lederle Labs. Es extremadamente tóxica para todas las células.

## Etimología
La raíz del vocablo procede de: a) el español «caliche», que a su vez procede del latín «calx»: cal; b) el griego μύκης: mikes o mices: hongo; c) la desinencia latina «ina», femenino de «inus»: de, perteneciente a.

## Mecanismo de acción
Las calicheamicinas atacan al ADN, lo cual causa escisión de las hebras, y se unen al ADN en la doble hélice, se someten a una reacción análoga a la ciclación de Bergman y generan un intermedio birradicálico. Este birradical, 1,4-dideshidrobenceno, abstrae dos átomos de hidrógeno de la cadena de desoxirribosa del ADN, lo cual provoca la escisión de las hebras.

## Biosíntesis
El método metabólico esencial de la biosíntesis de esta molécula es semejante al de otros compuestos enediinos. Ocurre vía una sintasa policétida. Crothers et al. (1999) demostraron que la especificidad de unión de la calicheamicina con la doble hélice de DNA se debe al grupo ariltetrasacárido de la molécula.

## Historia
Se ha especulado que Alejandro Magno se envenenó por beber agua del río Estigia o Mavroneri, que al parecer estaba contaminado con este compuesto.